# Río Papurí
El río Papurí es un curso de agua amazónico, tributario del río Vaupés. El río surge en el departamento colombiano del Vaupés, fluye hacia el este y forma parte de la frontera entre Colombia y Brasil, donde desemboca en el Vaupés.